# Kværner
Kværner est une société norvégienne de services d'ingénierie et de construction qui a existé entre 1853 et 2005. En 2004, elle fusionne avec la filiale nouvellement créée d'Aker ASA - Aker Kværner, rebaptisée Aker Solutions le 3 avril 2008. Kværner refait surface le 6 mai 2011, date à laquelle la partie EPC (ingénierie, achats et construction) d'Aker Solutions prend le nom de Kværner. La nouvelle société Kværner est cotée à la Bourse d'Oslo le 8 juillet 2011.

## Histoire
Kvaerner Brug est fondée à Oslo en 1853 par l'industriel Oluf A. Onsum (1820-1899). L'entreprise s'implique principalement dans la production de poêles en fonte. En 1870, Kvaerner construit sa première turbine hydroélectrique. Au début des années 1900, les turbines de puissance restent la principale gamme de produits Kvaerner qui comprend également des ponts, des grues et des pompes. Kvaerner est cotée à la Bourse d'Oslo en 1967. Dans les années 1990, la société rassemble un ensemble d'entreprises industrielles et d'ingénierie, y compris la construction navale, la construction de plates-formes pétrolières et gazières offshore, la production d'équipements de fabrication de pâte et papier et l'exploitation d'une flotte de navires.
Les directeurs généraux de Kværner après la cotation en bourse sont Kjell B. Langballe (1960–1976), Carl Røtjer (1976–1986) et Mikal H. Grønner (1986–1989). Les présidents sont Frithjof A. Lind (–1982), Johan B. Holte (1982–1985), Emil Eriksrud (1985–1986), Carl Røtjer (1986–1989), Kaspar Kielland (1989-1996), puis Christian Bjelland (1996-2001). Depuis 2011, le PDG est Jan Arve Haugan.
Erik Tønseth devient directeur général de Kværner en 1989 et, sous sa direction, la société connait une expansion internationale à grande échelle, acquérant Govan Shipbuilders auprès de British Shipbuilders. En 1992, Kværner fait l'acquisition de la société suédoise Götaverken. En 1996, Kværner acquiert le conglomérat britannique Trafalgar House et déplace son siège international d'Oslo à Londres.
Les acquisitions de grande envergure de la société entraînent des difficultés économiques pour la société. Kjell Almskog devient PDG en 1998 et met en œuvre divers plans pour rationaliser l'entreprise. Cela comprend la vente de la Cunard Line (une division de Trafalgar House) à Carnival Corporation, la vente de Kvaerner Govan à BAE Systems et la vente de Chemrec à Babcock Borsig. Le ralentissement économique de 2001, associé au lourd fardeau de la dette et à une série de faux pas de gestion, conduit l'entreprise au bord de la faillite. En août 2000, Kværner vend sa division de construction à la société suédoise Skanska.
En novembre 2001, Kværner est contraint de fusionner avec son rival Aker ASA, un groupe norvégien de services pétroliers contrôlé par Kjell Inge Røkke. Røkke sabote la solution préférée par la direction de Kværner, un sauvetage par le géant pétrolier russe Ioukos. Le siège international de Kværner  retourne à Oslo et Kværner est restructurée pour devenir une société holding, avec des activités d'exploitation concentrées à Aker Kværner et Aker Yards. À partir de 2005, Kværner ASA fusionn avec Aker Maritime Finance AS, une société à 100% d'Aker ASA et la société Kværner cesse d'exister.
En 2008, Aker Kvaerner change son nom pour Aker Solutions ASA. En décembre 2010, Aker Solutions annonce sa décision de développer ses activités principales. Kvaerner est créée, par scission, en tant que société spécialisée EPC (ingénierie, approvisionnement et construction) s'adressant au marché mondial. Le 6 mai 2011, l'assemblée générale annuelle des actionnaires approuve la création de Kvaerner en tant que société distincte.
En septembre 2019, la société annonce son intention de cibler une croissance renouvelable et elle cherche à étendre ses activités dans les énergies renouvelables pour aider à stimuler cette croissance d'environ 40% dans les années à venir.